# 로즈비 제국
로즈비 제국(Rozvi Empire, 1684-1889)은 창가미레 돔보에 의해 현재 짐바브웨 고원 지역에 세워졌다. "로즈비"는 전사국가를 계승하는 의미로, 쇼나어 어휘 쿠로즈바에서 유래했다.

## 역사
1683년, 포르투갈 민병대는 아프리카 내륙의 금 무역을 장악하기 위해 로즈비 제국을 침공했다. 재래식 창과 방패로 무장한 로즈비 제국군은 포르투갈 민병대의 공격을 성공적으로 방어했고, 로즈비 제국이 몰락할 때까지 금광을 장악할 수 있었다. 당시 로즈비 제국은 창가미레 돔보와 현재의 짐바브웨 남서부에 위치한 부투아 왕국의 캄브군 돔보 (창가미레의 아들)이 이끌고 있었다. 로즈비 제국은 현재의 짐바브웨 고원 지역을 점유했던 여러 쇼나 부족국가들로부터 형성되었다. 그들은 포르투갈인들을 고원 중심부에서 내쫓았고, 그 이후 유럽인들은 명목상 고원 동부 지역에 마을 몇곳들만과 관계를 지속했다.
창가미레는 현재의 짐바브웨 지역을 자신의 지배 아래 두면서, 로즈비 제국이라는 정치적 조직을 형성하였다. 로즈비 제국의 사람들은 강력한 전사 국가의 사람들, 로즈비 혹은 발로즈위 사람들이라 일컬여졌다. 그들은 다난곰베에 수도를 세웠다.
다수의 학자들은 로즈비 제국이 무타파 제국을 계승하지 않다는 견해를 보이나, 로즈비 제국은 무타파 휘하 아래 사람들이 독립된 권리를 부여받아 세워진 나라이다 (줄루족 주도로 세워진 쿠마로 부족국과 비교하여). 무타파 제국은 점점 로즈비 제국에 대한 통제권을 잃어갔고, 로즈비 제국은 점점 더 독립된 권력을 행사하게 되었다.
구르우즈와 부족의 지도자였던 창가미레, 혹은 돔보는 무타파 제국으로부터 독립하였다. 포르투갈인들이 이 지역을 식민지화하려 하였을 때 창가미레 돔보가 이들에 대한 반란 활동을 주도하였다. 이후 로즈비 제국의 반경에 큰 변동이 일어났다. 당시 로즈비 왕국의 영향권은 오늘날의 짐바브웨를 넘어서, 서쪽으로는 보츠와나, 남쪽으로는 남아프리카 공화국의 남동부 지역까지 확장되었다. 당시 로즈비 제국의 지도자 창가미레 돔보는 원래 무타파 제국의 목동 출신으로, 포르투갈인들을 몰아냄으로써 지지자들과 추종자들을 거느리게 되었으며, 무타파 제국에서 지역을 분리하여 독립된 국가를 세울 수 있었다. 구전에 따르면 창가미레 돔보는 초자연적인 힘을 행사하였다고 한다. 그는 흰 소를 빨간색 소로 바꿀 수 있었다고 한다. 그의 초자연적인 능력은 사람들이 그를 두려워하게 만들었고 이로 인해 창가미레를 존경하고 추종하는 세력들이 많아졌다고 한다. 창가미레라는 이름은 그를 계승하는 모든 왕에게 부여되는 명예의 상징이였다.
로즈비 제국의 행정 시스템은 계급을 중시하였다. 왕권은 남성에게만 기회가 주어졌고 왕은 로즈비 제국에서 정치적, 종교적, 군사적, 경제적, 법적, 사회적으로 가장 높은 결정권자이자 제국의 모든 토지를 주도적으로 분배하였다. 왕은 제국을 자신이 임명한 주(州) 관리들로 구성된 자문위원회와 함께 통치하였는데, 위원회 내에는 황비, 왕세자, 그의 가장 고위 아내, 왕세자, 섭정자, 종교 지도자, 군사 지휘관 및 고위직 신하들도 포함되었다. 로즈비 제국은 오늘날 짐바브웨에서 세워진 국가들 중 가장 강력한 제국으로 기록된다.
많은 이야기로즈비 제국에 관한 신화들은 돔보를 치쿠라 와드옘뷰로 지칭한다. 현대의 역사학자들은 이를 다른 부족의 지도자들과 혼동한 것이라고 추정한다. 로즈비 제국의 지도자들로는 치리사 므후루와 치쿠요 치사마렝가 등이 거론된다.